# Elżbieta Dąbrowicz
Elżbieta Dąbrowicz – polska filolog, dr hab. nauk humanistycznych, profesor Kolegium Literaturoznawstwa Wydziału Filologicznego Uniwersytetu w Białymstoku.

## Życiorys
24 września 1996 obroniła pracę doktorską Korespondencja Cypriana Norwida. Poetyka i pragmatyka, 1 grudnia 2010 habilitowała się na podstawie pracy zatytułowanej Galeria ojców. Autorytet publiczny w literaturze polskiej lat 1800-1861. 20 stycznia 2021 uzyskała tytuł profesora nauk humanistycznych. Została zatrudniona na stanowisku profesora nadzwyczajnego w Instytucie Filologii Polskiej na Wydziale Filologicznym Uniwersytetu w Białymstoku.
Jest profesorem Kolegium Literaturoznawstwa Wydziału Filologicznego Uniwersytetu w Białymstoku.